# Letopiseț
Letopisețul este o scriere cu caracter istoric a vechilor cronicari, în care evenimentele sunt înregistrate în ordine cronologică. 
Cele mai cunoscute letopisețe românești sunt:
- Letopisețul anonim al Moldovei
- Letopisețul Cantacuzinesc
- Letopisețul de la Bistrița
- Letopisețul de la Putna
- Letopisețul țărâi Moldovei, de când s-au descălecat țara și de cursul anilor și de viiața domnilor carea scrie de la Dragoș vodă până la Aron vodă (1359-1594), de Grigore Ureche, scris între anii 1642-1647 - vezi textul
- Letopisețul Țărîi Moldovei de la Aaron Vodă încoace, de unde este părăsit de Ureche – vornicul (1594-1661), de Miron Costin - vezi textul
- Letopisețul Țării Moldovei de la Dabija-Vodă până la a doua domnie a lui Constantin Mavrocordat (1662-1743), de Ion Neculce - vezi textul
- Cronica Bălenilor